# Bez
bez.es fue un periódico digital de España, editado en español. El diario digital es de ámbito nacional, tiene su sede en Madrid y está formado por una plantilla de unos 15 trabajadores, entre dirección, redacción y administración. Está dirigido por Braulio Calleja y Juan M. Zafra.
Es un medio gratuito, de actualización diaria y temática generalista que integra los valores del periodismo tradicional, como son la independencia, el rigor y el análisis, con las nuevas formas de producir y distribuir la información en la sociedad en red, esto es, multimedia, móvil, social y personalizada.
La filosofía del medio consiste en la publicación de sólo seis historias "alejadas del ruido" cada día.
bez.es el eje central de una compañía de comunicación, según dicen en su web, desarrolla otras actividades y productos de inteligencia basados en la información y el conocimiento. Cuenta para ello "con un equipo de profesionales con talento, visión global y experiencia que hacen preguntas y aportan análisis sobre cuestiones relevantes de la actualidad".